# جامعة ديالى

شعار جامعة ديالى

جامعة ديالى جامعة عراقية حكومية تقع في مدينة بعقوبة مركز محافظة ديالى شمال شرق العاصمة بغداد
تأسست جامعة ديالى في 18/9/1999، مستقلة عن الجامعة الأم «الجامعة المستنصرية»، وتقدر طاقتها الاستيعابية إلى 16000 طالب وطالبة تقريباً. وتعتبر أهم مركز علمي متخصص ضمن المحافظة وقد سبق تأسيسها إنشاء كليات الهندسة والتربية كلية التربية الاساسية جامعة ديالى (المعلمين سابقا).
جاء تأسيس جامعة ديالى لحاجة ملحة تطلبت إنشاء هذا المركز العلمي أولا لاستيعاب الزخم الطلابي الحاصل في جامعات بغداد بالدرجة الأساس، وثانياً لرفد المسيرة العلمية والحضارية للمحافظة ولاستيعاب التزايد في أعداد طلبة المحافظة إضافة إلى خطة لاستيعاب الوافدين من المحافظات المجاورة أولا، وكذلك طلبة المحافظات البعيدة والطلبة العرب ثانياً. إن لأهمية مدينة بعقوبة باعتبارها مركزاً توسعياً لإقليم بغداد الكبرى جعل منها بؤرة استقطاب تجاري وسكاني مما تطلب إنشاء مركز علمي وأكاديمي يلبي متطلبات التنمية المستقبلية.

## خطط طموحة
إن للجامعة خطة طموحة في استحداث الكليات فعلى الرغم من حداثتها فان معدل استحداث الكليات فيها هو بواقع كليتين في العام الواحد، وسيتم مستقبلاً استحداث كليات في علوم الحاسبات واللغات والآداب والصيدلة، ولقد أعدت الدراسات والتصاميم المتكاملة لتوسعات الجامعة المستقبلية من قبل المكتب الاستشاري الهندسي للجامعة وذلك ضمن الموقع الرئيسي للجامعة وبدأت المباشرة حاليا بتنفيذ العديد منها.

## المجمعات الطلابية
تتكون الجامعة من عدة مجمعات وهي:
- المجمع الأول: ويتكون من رئاسة جامعة ديالى وكلية التربية للعلوم الإنسانية وكلية التربية للعلوم الصرفة وكلية التربية الرياضية وكلية العلوم وكلية الزراعة والطب البيطري وكلية الإدارة والاقتصاد وكلية الطب وكلية العلوم الإسلامية.
- المجمع الثاني: كلية التربية الأساسية.
- المجمع الثالث: كلية القانون، كلية الهندسة.
- المجمع الرابع: كلية الفنون الجميلة وكلية الإدارة والاقتصاد.
- وكذالك تم افتتاح كلية التربية في المقدادية.

### كليات الجامعة
- كلية الهندسة تشمل 9 اقسام
- كلية التربية للعلوم الإنسانية
- كلية العلوم
- كلية الزراعة
- كلية التربية الرياضية
- كلية الطب البيطري
- كلية الطب
- كلية القانون والعلوم السياسية
- كلية التربية للعلوم الصرفة
- كلية العلوم الإسلامية
- كلية الإدارة والاقتصاد
- كلية التربية الأساسية
- كلية الفنون الجميلة
- كلية التربية للبنات

تمنح الجامعة شهادات (البكالوريوس والماجستير والدكتوراه)
في تخصصات الهندسة والعلوم والتربية والقانون والطب البيطري والشريعة والإدارة والاقتصاد فضلا عن منح شهادة الماجستير في تخصصات علمية مختلفة مثل علوم الفيزياء والأحياء والبستنة وفي الاختصاصات الإنسانية مثل التاريخ وعلم النفس واللغة العربية.

## موقع جامعة ديالى
الموقع الرسمي لجامعة ديالى 